# Attila Schneider
Attila Schneider (ur. 14 kwietnia 1955 w Budapeszcie, zm. 7 lipca 2003) – węgierski szachista, mistrz międzynarodowy od 1984, autor książek o tematyce szachowej.

## Kariera szachowa
Attila Schneider odniósł szereg sukcesów szachowych. Był dwukrotnym złotym medalistą indywidualnych mistrzostw Węgier (Budapeszt 1982, Budapeszt 1989). W 1983 w Płowdiwie zdobył brązowy medal drużynowych mistrzostw Europy (wystąpił na szachownicy rezerwowej i zdobył 2 pkt w 3 partiach). Był również zdobywcą Klubowego Pucharu Europy, w barwach klubu "Spartacus Budapeszt" (1982, w zawodach uzyskał wynik 3½ pkt z 4 partii). W turniejach międzynarodowych sukcesy odniósł m.in. w Delmenhorst (1986, dz. III m.), Hamburgu (1987, HSV, I m.), jak również wielokrotnie w Budapeszcie (1981, Elekes mem-A, dz. I m., 1987, Noviki-C, dz. I m., 1991, Escom IM-B, dz. II m., 1991, Cansys IM-B, I m., 1993, Budapest FS07 IM-A, dz. II m., 1993, Budapest FS09 IM-A, dz. II m., 1997, Budapest FS08 IM, dz. I m., 1999, Budapest FS04 IM-B, I m., 2002, Budapest FS09 IM-B, II m.).
Najwyższy ranking w karierze osiągnął 1 stycznia 1987 r., z wynikiem 2445 punktów zajmował wówczas 15. miejsce wśród węgierskich szachistów.